# Dralfa, Tărgoviște
Dralfa (în bulgară Дралфа) este un sat în comuna Tărgoviște, regiunea Tărgoviște,  Bulgaria. 

## Demografie
Componența etnică a satului Dralfa
     Nicio identificare (3,83%)
     Turci (43,73%)
     Bulgari (45,26%)
     Romi (5,88%)
     Altele (1,27%)
La recensământul din 2011, populația satului Dralfa era de 391 locuitori. Nu există o etnie majoritară, locuitorii fiind bulgari (45,26%), turci (43,73%) și romi (5,88%). Pentru 3,83% din locuitori nu este cunoscută apartenența etnică.